# Kristen vetenskap

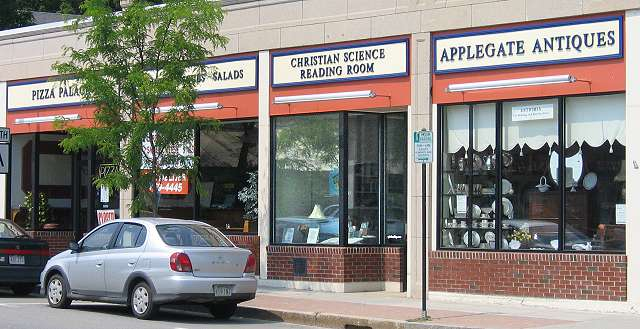
Läsrum i Boston

Kristen vetenskap (engelska: Christian Science) är en amerikansk religiös och alternativmedicinsk rörelse med bakgrund i kristendomen. 
Rörelsen baseras på Mary Baker Eddys bok Science and Health with Key to the Scriptures från 1875 (svensk översättning: Vetenskap och hälsa med nyckel till Skriften). Den organiserades som kyrka i Boston, Massachusetts 1879 med namnet The First Church of Christ, Scientist, ett namn som inom rörelsen fått flera något skiljaktiga svenska översättningar. Kristen vetenskaps kyrka är idag den vedertagna formen. Kyrkan i Boston omtalas ofta som Moderkyrkan. Alla lokala kyrkor eller församlingar är underställda denna.

## Lära
Mary Baker Eddy menade att sjukdom och död endast är illusioner som kan övervinnas genom att man hänger sig åt Gud och sitt andliga medvetande. Denna slutsats drog hon efter att upplevt sig blivit botad från svåra inre skador efter att ha läst Matteus evangelium, nionde kapitlet, där Jesus botar en lam man.
Medicinsk vård uppmuntras ej inom församlingarna, men accepteras då man anser att medicinsk behandling inte skadar så länge man innerst inne förlitar sig på Gud för att bli frisk. Kyrkans läror om sjukdom och helande är dock mycket kontroversiella. Det har förekommit rättsfall där föräldrar blivit åtalade (och i minst ett fall dömda) för dråp för att de inte sett till att deras sjuka barn fått medicinsk vård.
Gudstjänster anordnas på söndag förmiddag och onsdag kväll.  De innehåller sång, tyst bön samt textläsning ur bibeln och "Vetenskap och hälsa".
Varje kyrka har två "lektorer",  som läser texterna och väljer sångerna ur samfundets sångbok. På onsdagsgudstjänsterna kan det förekomma vittnesbörd av personer som menar sig ha övervunnit sjukdom tack vare Mary Baker Eddys läror.

## Organisation
Kristen vetenskaps kyrka har inte präster eller pastorer. Den utför inte övergångshandlingar som dop, konfirmation, giftermål och begravning. Bland kyrkans officiella företrädare utgör Christian Science Practitioners den största gruppen. Dessa har genomgått en kort utbildning i kyrkans lära och helande metoder och har sedan praktiserat dessa med dokumenterat resultat. Tillgängliga källor anger inte någon svensk översättning, och de betecknas därför här tills vidare som "praktiker". Kyrkans "lärare" har flerårig erfarenhet som praktiker samt en något längre utbildning. De har befogenhet att undervisa och inviga praktiker. I USA finns vidare "nurses" - vårdare med viss icke-medicinsk vårdutblidning.
En karakteristisk del av Kristen vetenskaps verksamhet är de för allmänheten öppna läsrummen, som tillhandahåller rörelsens publikationer. Bland dessa bör nämnas nyhetstidningen The Christian Science Monitor, som utgavs som dagstidning i Boston 1908–2009 och som sedan fortsätter som dagligt uppdaterad nättidning med veckotidning på papper. Trots namnet och anknytningen till rörelsen har detta varit en ren nyhetstidning, där det förkunnande inslaget varit begränsat till en artikel i varje nummer. Den har haft högt anseende för kvalitetsjournalistik. Bland annat har tidningens medarbetare sju gånger erhållit Pulitzerpris för sin verksamhet.

## Historisk utveckling
Rörelsen växte starkt under 1900-talets första årtionden och nådde även Sverige (se nedan). För år 1936 föreligger en uppgift om cirka 270000 medlemmar i USA. Efter andra världskriget har den emellertid gått kraftigt tillbaka. Kyrkan offentliggör inte själv sitt medlemstal – dess medlemmar är förbjudna att göra detta – och utomståendes uppskattningar är med nödvändighet osäkra. År 1990 uppskattades sålunda medlemsantalet i USA till 106000 och år 2016 till 30.000. 
Uppskattningar av detta slag bygger på dokumenterade uppgifter, som visar samma tendens. Antalet "praktiker" och lärare inom rörelsen i USA har gått från 4965 år 1971  till 942 år 2016. År 1971 hade rörelsen 1829 kyrkor i USA, år 2016 var talet 829.

## Verksamhet i Sverige
Mary Baker Eddys läror blev kända i Sverige i början av 1900-talet. De omtalades i Dagens Nyheter 1907 som en väckelse inom svensk överklass, vilket tillsammans med frånvaron av missionerande förkunnelse skulle ha givit rörelsen en viss anonymitet.  Den församling eller kyrka som bildades i Stockholm fick 1913 statligt erkännande enligt dåvarande dissenterlagstiftning, den i Göteborg 1921.  Totalt har det funnits fem kyrkor i Sverige.
Utvecklingen i Sverige på senare år visar samma nedåtgående tendens som i USA.
År 2018 var endast verksamheten i Stockholm uppförd som kyrka i rörelsens internationella register, medan verksamheten i Malmö omtalades som en ideell förening. Läsrum fanns på bägge dessa orter. Den organiserade verksamheten vid landets övriga tre kyrkor hade upphört. Rörelsen hade 2018 tre registrerade praktiker i Sverige, alla i Stockholmsområdet och i svensk pensionsålder.

## Kända medlemmar
- Joan Crawford
- Doris Day
- Howard Hawks
- Val Kilmer
- Henry Paulson
- Danielle Steel
- Alfre Woodard
- Alan Young

### Fotnoter
1. ↑  Marie Pettersson (3 juli 2017). ”Hur fungerar den tro som gör det möjligt för en förälder att se sitt barn lida utan att ingripa” (på svenska). Sydsvenskan. https://www.sydsvenskan.se/2017-07-03/hur-fungerar-den-tro-som-gor-det-mojligt-for-en-foralder-att-se-sitt-barn-lida-utan-att-ingripa. Läst 7 oktober 2017.
2. ↑  På engelska readers, icke nödvändigtivs korrekt översatt.
3. ↑  Pulitzer Prizes, Christian Science Monitor. Läst 19 november 2023.
4. ↑  Stephen Barrett: The Origin and Current Status of Christian Science, på quackwatch.org. Läst 2018-11-29.
5. ↑  Stephen Barrett: Christian Science Statistics: Practitioners, Teachers, Nurses, and Churches in the United States, på quackwatch.org. Läst 2018-11-29.
6. ↑  1907 Amerikansk väckelse inom Sveriges öfverklass. Christian Science i Stockholm. Dagens Nyheter 1907-01-09. Läst 2018-11-25.
7. ↑  Christian Science i Nordisk familjebok, supplement (1922).
8. ↑  Icke källbelagt påstående i äldre wikipediaversioner, lagt in 2004.
9. ↑  Kristen Vetenskaps kyrka i Stockholm, hemsida. Läst 2018-11-25.
10. 1 2  Sök i The Christian Science Journal Directory. Läst 2018-11-25.
11. ↑  Första Kristi vetenskaparkyrka i Malmö på hitta.se. Läst 2018-11-25.
12. ↑  Åldersuppgifter hämtade från birthday.se